# Elvis Is Dead
"Elvis Is Dead" (em português:  Elvis Está Morto) é o terceiro single do álbum Time's Up, lançado em 1990 pela banda Living Colour. Contem a participação de Little Richard. Antes, durante e após a participação de Little Richard, muitas vozes falam o título da canção, concluindo por alguém anunciando "Elvis has left the building!" ("Elvis deixou o prédio!"). Depois, a banda mudou a frase "Maybe I've a reason to believe we all will be received in Graceland" ("Talvez eu tenha uma razão para acreditar que nós todos vamos ser recebidos em Graceland") da canção "Graceland" de Paul Simon, para "I've got a reason to believe we all won't be received at Graceland" ("Eu tenho uma razão para acreditar que todos nós não vamos ser recebidos em Graceland"). Eles também citam uma frase da canção "Fight the Power", do grupo Public Enemy, afirmando:  "Elvis was a hero to most" ("Elvis era um herói para a maioria"), mas divergem em acrescentar, "But that's beside the point" ("Mas isso não vem ao caso").

## Faixas
Estados Unidos CD Promo Single
| N.º | Título                                   | Duração |  |
| 1.  | "Elvis Is Dead" (Soul Power Mix)         | 3:51    |  |
| 2.  | "Memories Can't Wait" (Live at the Ritz) | 5:06    |  |
| 3.  | "Love and Happiness" (LP Version)        | 5:09    |  |

Reino Unido 12" Single
| N.º | Título                                      | Duração |  |
| 1.  | "Elvis Is Dead" (Elvis Is in the House Mix) |         |  |
| 2.  | "Solace of You (I)"                         |         |  |
| 3.  | "Solace of You (II)"                        |         |  |

## Desempenho nas paradas musicais
| Parada musical (1990/1991)                          | Melhor posição |
| --------------------------------------------------- | -------------- |
| Estados Unidos - Alternative Songs                  | 25             |
| Estados Unidos - Hot Dance Music/Club Play          | 18             |
| Estados Unidos - Hot Dance Music/Maxi-Singles Sales | 10             |